# Lunna (Biélorussie)
Pour les articles homonymes, voir Lunna (homonymie).
Lunna, ou Lunna-Volia (en biélorusse : Вёска Лунна), est un village de la voblast de Hrodna, ou oblast de Grodno, une subdivision de l'ouest de la Biélorussie.

## Situation
Lunna est située au sud du fleuve Niémen, à 40 km au sud-est de Grodno, en Biélorussie, par la P44, et à environ 150 km au sud-ouest de Vilnius.

## Histoire
Au fil du temps, les habitants de Lunna sont Voïvodes, Lituaniens, Polonais, Russes, Biélorusses, au gré des partages politiques, des guerres et des soulèvements, sont envahis par les Suédois, Napoléon, les Allemands...
Lunna est mentionné dès le XVIe siècle, comme un village du district de Grodno.
En 1546, la paroisse catholique est créée.
En 1795, elle fait partie du troisième partage de la Pologne, entre l'Autriche et l'Empire russe.
En 1782, l'église Sainte-Anne est construite, en pierre.
On compte en 1886 deux églises, une synagogue (en bois) et trois maisons de prière juives, 25 commerces et un champ de foire.
Au début du XXe siècle, sont construits une école paroissiale, un cabinet médical et un bureau de poste.
La Biélorussie se proclame République populaire biélorusse le 25 mars 1918.
En 1921, par le traité de Riga, Lunna devient polonais, puis la Biélorussie adhère à l'Union des républiques socialistes soviétiques dès sa création, en 1922.
À la veille de la guerre, en 1938, 1 671 des 2 522 habitants de Lunna (60%), étaient Juifs,, soient environ 300 familles.
En 1939, Lunna entre dans la RSS de Biélorussie.
Le 28 juin 1941, le village est envahi par un détachement de la Wehrmacht,. Les soldats allemands commencèrent à piller les maisons et à tuer les Juifs dès le début de l'occupation de la ville. Ils obligent la création d'un judenrat, puis installent les Einsatzgruppen.
Du 2 octobre 1941 au 1er novembre 1942, Lunna est un des nombreux ghetto Juifs, où sont rassemblés les Juifs de la région, faisant 1 459 victimes.
Le 24 octobre 1945, la Biélorussie devient membre de l’Organisation des Nations unies.
En 1972, on comptait 473 foyers, 559 en 1997 et, en 2006, 1 000.
Le 27 juillet 1990, la Biélorussie proclame sa « souveraineté ».
Le  8 décembre 1991, les accords de Minsk créent la Communauté des États indépendants, regroupant la Russie et treize des autres anciennes républiques soviétiques, dont la Biélorussie.
Une école est en construction en 2009.

## Lieux et monuments
- L'église Saint-Jean-Baptiste.
- L'église Saint-Anne.
- La crypte Anthony Bartoshevich.
- L'ancienne synagogue, détruite par la SS, en 1942.
- Manoir Tchekhov.
- L'ancien palais Romer.
- L'ancien parc, datant du XIXe siècle, hébergeait de nombreux arbres centenaires, dont un peuplier de 6 m de diamètre. Il a été en partie détruit pour le chantier de l'école Lunnenskogo, en 2009[6].
- Plaque et mémorial de pierre en mémoire des victimes de la Shoah[7].

## Galerie

Vues de Lunna, dans les années 1930.
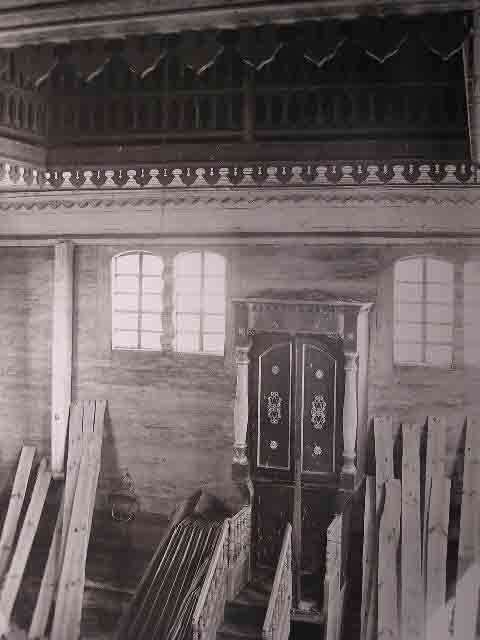
Vue de l'intérieur de l'ancienne synagogue (1930).
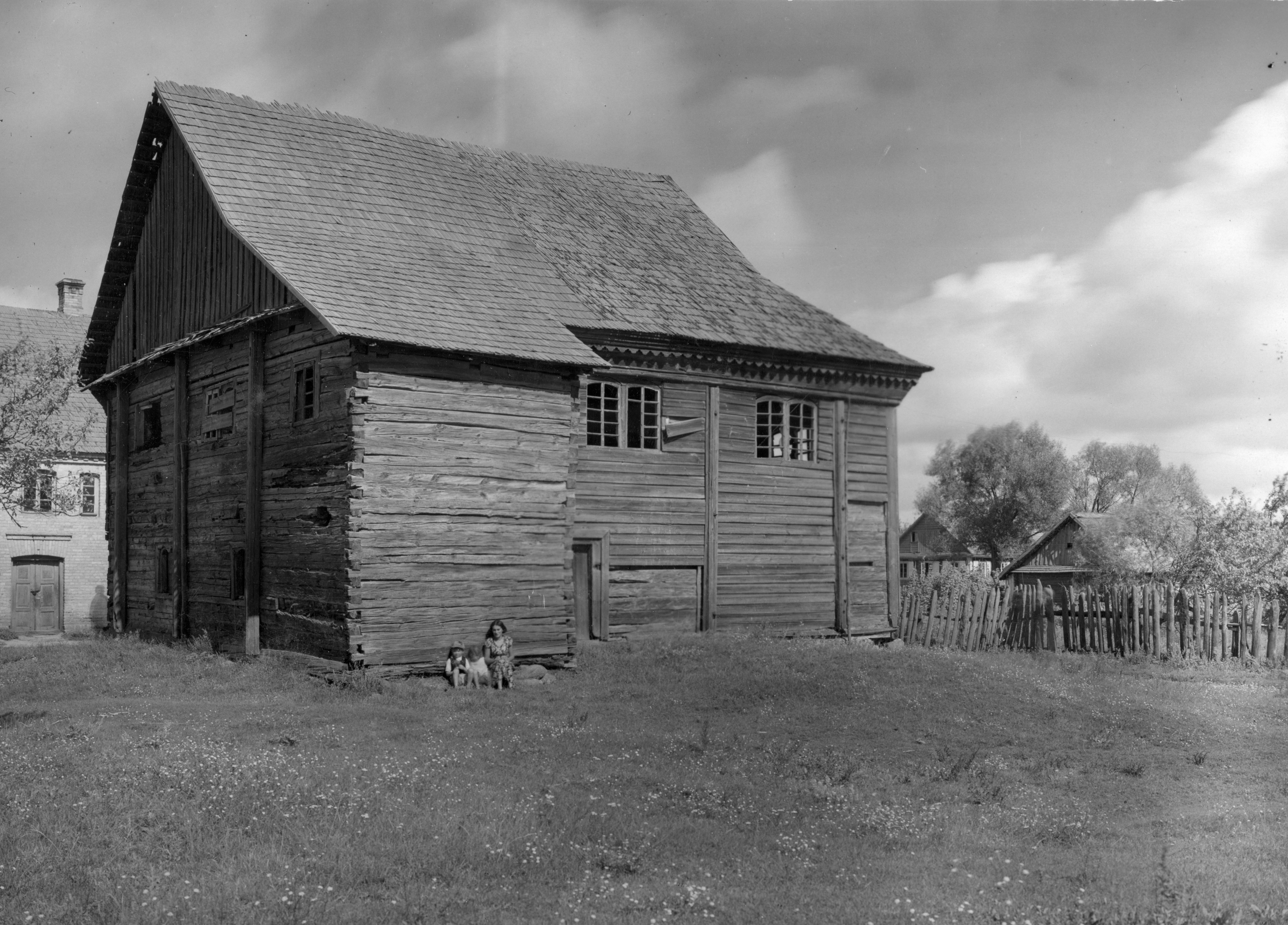
Vieille maison en bois de Lunna (1930).
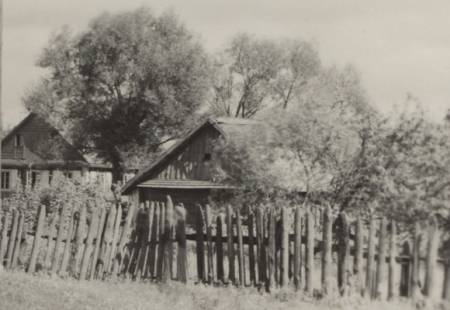
Vieilles maisons en bois de Lunna (1930).